# Южаков, Владимир Николаевич
Владимир Николаевич Южаков (род. 23 октября 1951, Нижний Тагил) — российский политический деятель, депутат Государственной думы первого и третьего созывов.

## Биография
Родился 23 октября 1951 года в Нижнем Тагиле, русский, учился в школе № 61. В 1974 году окончил философский факультет Уральского государственного университета по специальности «философ, преподаватель философии и обществоведения».
В 1974—1976 ассистент кафедры философии Томского медицинского института. В 1976—1979 аспирант кафедры философии Саратовского государственного университета. В 1979—1981 старший преподаватель, доцент кафедры философии Саратовской Высшей партийной школы.
В 1989 году получил степень доктора философских наук (по методологии управления).
В 1991—1993 годах был директором Поволжского кадрового центра.
Был членом политсовета Саратовской областной организации «Демократической России», членом политсовета движения «Выбор России».
В 1990—1993 годах депутат Саратовского областного и Саратовского городского Советов народных депутатов, являлся депутатом Саратовской областной думы.
В 1993—1995 годах депутат Государственной думы РФ I созыва, избран по общефедеральному списку блока «Выбор России», вошёл в одноимённую фракцию, 24 марта 1995 вышел из фракции и вступил в депутатскую группу «Россия», однако 11 июня вернулся в «Выбор России». Был членом Комитета по делам Федерации и региональной политике. В марте 1994 года член инициативной группы по созданию партии Демократический выбор России (ДВР). С февраля 1998 был председателем Саратовского регионального отделения партии.
В 1996—1999 годах являлся ректором Поволжской академии государственной службы в Саратове. 31 августа 1997 был избран депутатом Саратовской областной думы второго созыва.
В 1999—2003 годах избрался в Государственную думу от партии СПС. В 2002 году стал членом межведомственной рабочей группы по подготовке проектов программы реформирования государственной службы РФ, федеральных законов и иных нормативных правовых актов о государственной службе. С 11 июля 2003 года по 16 июля 2004 года являлся членом межведомственной рабочей группы по обеспечению мероприятий, связанных с реформированием государственной службы.
В 2008 году — руководитель проекта «Административная реформа» фонда «Центр стратегических разработок», затем директор Департамента по вопросам административной реформы Центра стратегических разработок.
В 2021 году Директор Центра технологий государственного управления РАНХиГС.
Женат, имеет сына.